# Conte di Cavour (cuirassé)
Pour les articles homonymes, voir Cavour.
Le Conte di Cavour est un navire de guerre italien de la classe Conte di Cavour, en service dans la marine italienne (Regia Marina) durant la Première et la Seconde Guerre mondiale. Il fut baptisé ainsi en l'honneur de l'homme d’État Camillo Cavour. Construit à l'arsenal de La Spezia, la quille fut posée en 1910 et le navire lancé en 1911
La devise du navire, écrite par D'Annunzio, était Personne second.

## Description
La classe Conte di Cavour a été conçue pour combattre les dreadnoughts français de la classe Courbet. Ainsi, ils étaient plus lents et plus lourdement blindés que le premier dreadnought italien, le Dante Alighieri. Les navires mesuraient 168,9 mètres de long à la ligne de flottaison et 176 mètres hors tout. Ils avaient une largeur de 28 mètres et un tirant d'eau de 9,3 mètres. Les navires de la classe Conte di Cavour avaient un déplacement de 23 458 tonnes à charge normale, et de 25 489 tonnes à pleine charge. Leur équipage se composait de 31 officiers et 969 officiers mariniers, quartiers-maîtres et matelots. Les navires étaient propulsés par trois ensembles de turbines à vapeur Parsons, deux ensembles entraînant les arbres d'hélice extérieurs et un ensemble les deux lignes d'arbres intérieures. La vapeur pour les turbines était fournie par vingt chaudières à tubes d'eau Blechynden, dont huit brûlaient du mazout et douze brûlaient à la fois du mazout et du charbon. Conçu pour atteindre une vitesse maximale de 22,5 nœuds (41,7 km/h) avec 31 000 chevaux-vapeur (23 000 kW), le Conte di Cavour n'a pas atteint cet objectif lors de ses essais à la mer, bien qu'il ait légèrement dépassé la puissance nominale de ses turbines, atteignant 22,2 nœuds (41,1 km/h) avec 31 278 cv (23 324 kW). Les navires embarquait suffisamment de charbon et de pétrole pour avoir une distace franchissable de 4 800 nautiques (8 900 km) à 10 nœuds (18 km/h).

### Armement et blindage

Disposition de l'armement principal

L'artillerie principale de la classe Conte di Cavour était composée de treize canons de 305 millimètres (modèle 1909), répartis en cinq tourelles principales, avec une tourelle à deux canons superposée à une tourelle à trois canons par paires à l'avant et à l'arrière, et une troisième tourelle à trois canons au milieu du navire. Leur armement secondaire consistait en dix-huit canons de 120 mm montés dans des casemates sur les côtés de la coque, en montage simple. Pour se défendre contre les torpilleurs, les navires disposaient de quatorze canons de 76,2 mm ; treize d'entre eux pouvaient être montés sur le dessus des tourelles, mais ils pouvaient également être positionnés en 30 endroits différents, y compris sur le gaillard d'avant et les ponts supérieurs. Ils étaient également équipés de trois tubes lance-torpilles immergés de 450 millimètres, un sur chaque flanc et le troisième à l'arrière.
Les navires de la classe Conte di Cavour avaient une ceinture blindée complète à la flottaison d'une épaisseur maximale de 250 millimètres au milieu du navire, qui se réduisait à 130 millimètres vers l'arrière et à 80 millimètres vers l' avant . Ils avaient deux ponts blindés : le pont principal avait une épaisseur de 24 mm sur le plat qui passait à 40 millimètres sur les pentes qui le reliaient à la ceinture principale. Le premier faux pont avait une épaisseur de 30 millimètres. Le blindage frontal des tourelles d'artillerie était de 280 millimètres d'épaisseur et les côtés de 240 millimètres d'épaisseur. Le blindage protégeant leurs barbettes avait une épaisseur de 130 à 230 millimètres. Les parois de la passerelle de commandement  avant avaient une épaisseur de 280 millimètres,.

## La Première Guerre mondiale et l'après-guerre
Avec l'imminence de la participation de l'Italie à la Première Guerre mondiale, le 23 mai 1915, le Conte di Cavour est rapidement mis en service le 16 avril 1915. Il est basé à Tarente. Son premier pavillon national est offert par la ville de Turin et remis à La Sépia en présence du duc de Gênes, Thomas de Savoie. Le pavillon est actuellement conservé au monument à Victor-Emmanuel II à Rome.
À la déclaration de guerre contre l'Empire austro-hongrois, il porte la marque du vice-amiral Louis-Amédée de Savoie. Durant la guerre, il ne participe pas aux combats, en raison de la politique passive adoptée par les marines italienne et austro-hongroise, passant 966 heures en exercices et seulement 40 heures en trois actions de guerre.
Après la guerre, le Conte di Cavour prend part à une mission de représentation en Amérique du Nord, touchant les ports de Gibraltar, Ponta Delgada Faial, Halifax, Boston Newport, Tompkinsville, New York, Philadelphie, Annapolis et Hampton Roads.
Au cours de l'été 1922, le roi Victor-Emmanuel III s'y embarque pour visiter les villes italiennes libérées sur l'Adriatique.
Le 27 août 1923, une mission militaire italienne, dirigée par le général Enrico Tellini et mandatée par la Conférence des Ambassadeurs pour délimiter la frontière gréco-albanaise, tombe dans une embuscade à Ioannina, où le général est assassiné avec les quatre autres membres de la délégation par des tueurs inconnus. Le chef du gouvernement italien, Mussolini, demande que la flotte grecque rende les honneurs au drapeau italien au cours d'une cérémonie. La proposition est rejetée par le gouvernement grec et Mussolini répond par l'envoi d'une division navale composée du Conte di Cavour, du Giulio Cesare, sister-ship du précédent, de Doria et du Duilio pour occuper Corfou. Le 29 août, les navires italiens bombardent le vieux fort de la ville de Corfou et le gouvernement grec doit accepter les honneurs au drapeau italien, que l'escadre italienne reçoit à Paleó Fáliro, l'un des ports d'Athènes.
En 1924, avec le Dante Alighieri et le Duilio, il effectue une mission de représentation dans les eaux espagnoles à l'occasion de la visite en Espagne du roi d'Italie. En avril 1925, Mussolini embarque à son bord pour se rendre à Tripoli.
Eu cours des années 1920, le navire subit des travaux de modernisation pour la modification de son armement anti-torpilleurs avec le remplacement de six canons de 76 mm par 6 autres d'un calibre identique mais de conception plus moderne. L'ancien mât tripode est remplacé par un mât quadripode.
En 1925, le Conte di Cavour et le Giulio Cesare embarquent un hydravion de reconnaissance M.18 : l'avion est mis à la mer et hissé à bord avec une grue. En 1926, une catapulte est installée sur le pont pour son lancement.
Le 12 mai 1928, le navire est désarmé à Tarente et placé en attente d'être radié puis envoyé à la démolition. Mais, au début des années 1930, son réarmement est décidé et, cinq ans après avoir été envoyé au désarmement, en octobre 1933, le navire est renvoyé aux chantiers San Marco de Trieste pour une très importante refonte.

## La refonte
La refonte, qui a lieu entre 1933 et 1937 dans les chantiers réunis de l'Adriatique de Trieste, transforme la coupe du navire, ne conservant que 40 % de la coque et des superstructures d'origine, avec des modifications majeures des formes du flotteur, dont la longueur est augmentée de 10,30 m avec une nouvelle étrave à guibre.
Le navire est protégé par de nouveaux ponts blindés et les deux cheminées sont plus courtes et plus proches que les deux anciens tuyaux. Une tour en forme de cône, peu élevée, remplace l'ancien mât quadripode. La direction de tir de l'artillerie principale, avec ses télémètres qui calculent la distance des objectifs, est installée au sommet de la tour.
L'artillerie principale est revue par la suppression de la tourelle centrale et, pour les quatre autres tourelles - deux en chasse et deux en fuite - par le remplacement des canons de 305 mm par des 320 mm.
L'artillerie secondaire est totalement remaniée en remplaçant les vieux canons par douze pièces de 120 mm en six tourelles doubles, trois de chaque bord.
L'artillerie antiaérienne est constituée de 8 canons de 100 mm quatre sur chaque bord, complétés de 16 canons de 37 mm et douze de  20 mm. Les tubes lance-torpilles sont débarqués.
De nouvelles turbines et des chaudières chauffant au mazout d'une puissance de 93 000 CV sont installées, permettant d'atteindre une vitesse de 28 nœuds.
Cette profonde refonte transforme le Cavour en un navire de guerre moderne malgré une faible protection anti-sous-marine qui trahit sa conception ancienne et une défense antiaérienne insuffisante (comme d'ailleurs dans toutes les autres marines de cette époque, sauf la marine nippone)

## Le retour au service
À la fin des travaux, le Conte di Cavour entre en service le 1er juin 1937 et rejoint sa base de Tarente.
Le navire participe, avec les principales unités de l'escadre, à la revue navale de Naples le 5 mai 1938, au cours de laquelle il reçoit à son bord le roi Victor-Emmanuel III, Hitler et Mussolini. À cette occasion, le régent de Hongrie, l'amiral Horthy, est présent bien que cela ne soit mentionné dans aucun document historique (un film de l'Istituto Luce le montre converser avec le roi, le prince héritier Humbert II et le Duce, et un documentaire réalisé par History Channel sur la visite de Hitler en Italie le confirme).
En avril 1939, le Conte di Cavour participe à l'invasion italienne de l'Albanie. La Regia Marina déploie au large des côtes de l'Albanie une escadre sous le commandement de l'amiral Arturo Riccardi, avec le Giulio Cesare, deux croiseurs lourds Zara et Fiume, des croiseurs légers Luigi di Savoia Duca degli Abruzzi, Giuseppe Garibaldi et Giovanni dalle Bande Nere, 13 contre-torpilleurs, 14 torpilleurs et plusieurs transports de troupe sur lesquels sont embarqués environ 11 300 hommes, 130 chars et du matériel divers. Malgré ce déploiement massif de forces, l'action des navires italiens contre les timides tentatives de réaction de la partie albanaise se limite à quelques salves tirées sur Durrës et Saranda. Les forces italiennes rencontrent peu de résistance, et bientôt toute l'Albanie est sous le contrôle italien et le roi Zog contraint à l'exil.
L'occupation de l'Albanie place l'Adriatique sous le contrôle exclusif de l'Italie, avec la possibilité d'en fermer définitivement l'accès. Du point de vue politique, elle répond à l'occupation allemande des Sudètes anticipant la « guerre parallèle » de la première période de la Seconde Guerre mondiale et, en même temps, elle est destinée à faire comprendre au reste de l'Europe, et en particulier à la France, que les Balkans restent dans la sphère d'influence exclusive de l'Italie.

## La Seconde Guerre mondiale
Le 10 juin 1940, lors du déclenchement de la Seconde Guerre mondiale, le navire est affecté à la Ve Division de navires de combat au sein de la Ie escadre navale basée à Tarente. Il porte la marque de l'amiral Brivonesi, tandis que le cuirassé Giulio Cesare devient navire amiral sous les ordres de l'amiral Inigo Campioni.
Le 9 juillet 1940, sous le commandement du capitaine de vaisseau (Capitano di Vascello) Ernesto Ciurlo, il participe à la première bataille entre la Marine italienne et la Royal Navy, la bataille de Calabre.
Le 30 août, il prend part, avec une grande partie des unités de la Ie escadre à une action qui l'oppose à une tentative britannique d'approvisionnement de Malte depuis Alexandrie, connue par les Britanniques sous le nom d'Opération Hats. La flotte italienne, qui emploie pour la première fois ses deux nouveaux cuirassés de la classe Littorio, ne réussit pas à entrer en contact avec la flotte britannique, en partie à cause d'une violente tempête qui oblige les navires italiens à se mettre à l'abri, les destroyers ne pouvant supporter l'état de la mer.

### La nuit de Tarente
Dans la nuit du 11 au 12 novembre 1940, le navire est gravement endommagé par une torpille lancée par un bombardier-torpilleur britannique Swordfish, qui a décollé du porte-avions HMS Illustrious. Il s'échoue droit, posé sur le fond. L'explosion provoque la mort de 17 hommes d'équipage.
Le Conte di Cavour est touché par une seule torpille dans une soute à munitions proche de l'arrière et, en raison de la faible résistance du blindage, le bordé bâbord est arraché, provoquant une brèche de 12 × 8 mètres provoquant une importante voie d'eau. Pour éviter qu'il ne coule, le navire est remorqué pour être échoué en eaux peu profondes, submergé jusqu'au pont.
L'attaque anglaise met en évidence l'insuffisance de la défense aérienne et la conception ancienne de la protection, qui n'a pu être améliorée malgré la refonte importante du cuirassé.
La même nuit, mieux connue comme la nuit de Tarente, trois vagues de bombardiers britanniques endommagent également les destroyers Libeccio et Pessagno, les cuirassés Caio Duilio et Littorio et le croiseur Trento. Le bilan de l'action anglaise est de 85 morts, dont 55 civils, et 581 blessés ; en plus des navires de guerre, divers navires de commerce sont endommagés et les dépôts de carburant bombardés.
Renfloué le 22 décembre, l'armement et les instruments de navigation sont débarqués, et le navire placé en cale sèche. À la fin de 1941, il est transféré au chantier naval de San Marco de Trieste pour procéder aux réparations et effectuer des travaux de modernisation, en particulier le renforcement de la défense antiaérienne. L'armement antiaérien comprend douze canons de 135 mm, en six tourelles doubles, douze canons de 65 mm et vingt-trois canons de 20 mm ainsi qu'une nouvelle direction du tir et un radar.
Les exigences de la Regia Marina se portant sur des unités d'escorte comme les contre-torpilleurs et les torpilleurs, plus utiles à l'effort de guerre de la Marine italienne, les travaux de réparation sont ralentis et le Conte di Cavour ne reprend plus le service actif. Les travaux ne seront pas achevés au moment de l'armistice du 8 septembre 1943.

### L'armistice
Au moment de l'armistice du 8 septembre 1943 (armistice de Cassibile), le navire n'a pas pu prendre la mer et l'équipage est débarqué le 10 septembre. Le lendemain, le cuirassé est capturé par les Allemands qui occupent Trieste et prennent le contrôle des chantiers navals Trieste. Le navire fait dès lors partie de la zone d'opération allemande Adriatisches Küstenland.
Les anciens alliés allemands se désintéressent de terminer les travaux, mais se limitent simplement à déplacer le navire du quai d'armement afin de le laisser libre pour d'autres travaux.
Le 20 février 1945, lors d'un raid de bombardement allié sur Trieste, le Conte di Cavour est à plusieurs reprises la cible d'un bombardement, et deux bombes l'atteignent. Bien que les dommages causés ne soient pas très graves, la dislocation de certaines tôles de la coque provoque une voie d'eau, noyant le navire jusqu'aux hublots et aux écoutilles qui étaient restés ouverts, ce qui accélère l'entrée d'eau à l'intérieur du navire et conduit à son chavirement : les canons, la tour et le mât restent bloqués dans la vase, laissant la coque apparente.

## Récupération et démolition
Après la guerre, le Conte di Cavour est définitivement radié le 27 février 1947 et les opérations de démolition de l'épave et de récupération des métaux commencent.
Les très complexes opérations de récupération ont commencé le 8 décembre 1950. Étant donné la faible profondeur du fond, il apparaît qu'après avoir renfloué l'épave dans la position où elle se trouvait lors du naufrage (coque vers le haut), il ne sera pas opportun de la redresser comme cela avait été fait à Tarente en 1919 avec l'épave de son navire-jumeau (sister ship) Leonardo da Vinci. Il a donc été décidé de chasser l'eau hors de l'épave au moyen d'air comprimé pour la renflouer. Cependant, comme les superstructures auraient continué à toucher le fond, empêchant tout mouvement, il a été décidé de les découper et de les laisser provisoirement sur le lieu du naufrage. Avec le découpage du mat et de la tour, l'épave, allégée d'environ 3 000 tonnes, est libérée du fond. Les superstructures restantes sont ensuite découpées et restent dans la vase de la vallée de Muggia.
Les travaux de renflouement sont achevés le 29 mars 1952 et l'épave est remorquée en vue de sa démolition.

## Sources
- (it) Cet article est partiellement ou en totalité issu de l’article de Wikipédia en italien intitulé « Conte di Cavour (nave da battaglia) » (voir la liste des auteurs).